# Диплатинатрицерий
Диплатинатрицерий — бинарное неорганическое соединение, интерметаллид
платины и церия
с формулой Ce3Pt2,
кристаллы.

## Получение
- Сплавление стехиометрических количеств чистых веществ:

{\displaystyle {\mathsf {2Pt+3Ce\ {\xrightarrow {1200^{o}C}}\ Ce_{3}Pt_{2}}}}

## Физические свойства
Диплатинатрицерий образует кристаллы
тригональной сингонии,
пространственная группа R 3,
параметры ячейки a = 0,8981 нм, c = 1,7078 нм, Z = 9
структура типа диникельтриэрбия Er3Ni2
.
Соединение образуется по перитектической реакции при температуре ≈1200 °C (1012 °C).